# Wareneinkauf
Als Wareneinkauf wird in der Beschaffungslogistik von Unternehmen im engeren Sinne der Einkauf von Waren aller Art bezeichnet. Im weiteren Sinne umfasst der Wareneinkauf die Beschaffung der für die Produktion oder den Handel notwendigen Güter wie Roh-, Hilfs- und Betriebsstoffe.

## Allgemeines
Der Wareneinkauf gehört zur betrieblichen Funktion der Beschaffung und dient damit der Erfüllung des Betriebszwecks. Außer der betrieblichen Funktion wird in der Buchhaltung auch das für die Warenbeschaffung bestehende Bestandskonto „Wareneinkauf“ genannt, auf dem der Warenbestand verbucht wird. Dabei ist für Disponenten bei ihrer Disposition stets der Mindestbestand (in der Praxis auch Sicherheitsbestand oder veraltet „eiserner Bestand“) zu beachten; es ist der Lagerbestand, der nicht unterschritten werden darf. Der Wareneinkauf umfasst nicht nur die für Produktion oder Handel notwendigen Waren, sondern auch die dem Eigenverbrauch dienenden Waren (Materialwirtschaft, Kantine).
Im Produktionsbetrieb unterscheidet man zwischen Produktionsgütern und Hilfsstoffen. Die einzukaufenden Materialien werden wiederum nach ihrer Bedeutung in A-, B- und C-Materialien unterschieden. Für den Einkäufer hat diese Klassifizierung Einfluss auf die Intensität der für die Beschaffung notwendigen Vorarbeiten. Für einen Automobilhersteller wird das zu verarbeitende Blech zum Beispiel ein A-Material darstellen, die in der Produktion verwendeten Abdeckfolien gegebenenfalls ein C-Material.

## Aufgaben
Der Wareneinkauf unterzieht die erworbenen Waren nach Ablieferung einer Wareneingangskontrolle, die im Rahmen des Qualitätsmanagements der Prüfung der Produktqualität beschaffter Güter dient. 
Anschließend erfolgt die Verbuchung auf dem Aufwandskonto Wareneingang. Nächste Stufe ist in der Produktionswirtschaft die Weiterverarbeitung oder im Handel der Wiederverkauf.

## Buchführungspflicht
Nach § 143 AO müssen Unternehmer den Wareneingang gesondert aufzeichnen. Aufzuzeichnen sind alle Waren einschließlich der Rohstoffe, unfertigen Erzeugnisse, Hilfsstoffe und Zutaten, die der Unternehmer im Rahmen seines Gewerbebetriebs zur Weiterveräußerung oder zum Verbrauch entgeltlich oder unentgeltlich, für eigene oder für fremde Rechnung, erwirbt; dies gilt auch dann, wenn die Waren vor der Weiterveräußerung oder dem Verbrauch be- oder verarbeitet werden sollen. 
Diese Aufzeichnungspflicht wird durch ein Wareneinkaufskonto erfüllt. Es erfasst auf der Sollseite den Anfangsbestand und die Wareneingänge (bewertet zum Einkaufspreis) und die Bezugskosten, auf der Habenseite die Retouren an die Lieferanten, Preisnachlässe, Warenausgang (zum Einkaufspreis) und Entnahmen für Privatzwecke. Der Saldo ist der Warenendbestand, der in der Bilanz erscheint. Die Verbuchung auf dem Wareneinkaufskonto darf erfolgen, sobald das beschaffende Unternehmen wirtschaftliches Eigentum an den Waren erworben hat, also insbesondere auch bei mit Eigentumsvorbehalt erworbenen Waren.
Warenverkäufe und Verkaufserlöse werden auf dem Warenausgangskonto verbucht. 

## Wirtschaftliche Aspekte
Bei vorratsintensiven Wirtschaftszweigen (wie beispielsweise dem Einzelhandel) besitzt der Wareneinkauf eine große Bedeutung, weil hiermit ein mit hoher Kapitalbindung einhergehendes Lagerrisiko des Lagerbestands verbunden ist. Hohe Warenbestände verursachen Liquiditätsbelastungen, welche die Rentabilität beeinträchtigen können. Kostensenkungen können hier erfolgen durch Einsatz von Verhandlungsmacht bei den Einstandspreisen, Lieferantenkredit, Just-in-time-Produktion oder kürzere Durchlaufzeiten. Alle diese Größen spielen bei der optimalen Bestellmenge eine Rolle.
Der Materialeinkäufer benötigt umfassende Kenntnisse über das zu beschaffende Material. Er muss in der Lage sein, einen qualifizierten Preisspiegel zu erstellen. Auch ist die Produktqualität der angebotenen Produkte ein wichtiges Kriterium. Als eines der besten Werkzeuge des Einkäufers hat sich eine gut gepflegte relationale Datenbank herauskristallisiert. Dort werden die Lieferanten mit dem jeweiligen Lieferangebot, den Zahlungs- und Lieferbedingungen, Bewertungen und Ansprechpartnern gespeichert. 
Der Wareneinkauf ist in den letzten Jahren stark in die Kritik geraten, weil Preisdruck und Globalisierung entscheidende Faktoren in der Beschaffung nicht nur internationaler Konzerne darstellt – siehe Lopez-Effekt. Immer mehr Unternehmen haben sich daher entschlossen, ethische Grundprinzipien in ihre Einkaufsvorschriften zu übernehmen, was insbesondere die Lieferketten (Lieferkettengesetz) betrifft.
Der Wareneinkauf verursacht Anschaffungskosten, die im Rahmen der Wareneinkaufsfinanzierung auch durch Finanzintermediäre finanziert werden können. 